# Pelsé
Pelsé est une localité située dans le département de Nagbingou de la province du Namentenga dans la région Centre-Nord au Burkina Faso. 

## Géographie
Situé sur la rive gauche de la rivière Faga (seul village du département dans cette situation), Pelsé se trouve à 5 km à l'est de Kouini et environ 6 km au nord-ouest de Nagbingou.

## Éducation et santé
Le centre de soins le plus proche de Pelsé est le centre de santé et de promotion sociale (CSPS) de Kouini tandis que le centre médical d'importance est le centre hospitalier régional (CHR) de Kaya dans la province voisine. 
Pelsé possède une école primaire publique.